# قلمرو پیشکاری گرنزی
قلمرو پیشکاری گرنزی (به انگلیسی: Bailiwick of Guernsey) یکی از سه جزیره وابسته به تاج و تخت هستند. که تحت پیمان لو گوله میان جان، پادشاه انگلستان و فیلیپ دوم، پادشاه فرانسه در ۱۲۰۴، از دوک‌نشین نورماندی جدا شدند، قلمرو پیشکاری از تعدادی جزیره در کانال مانش تشکیل شده که تحت سه زیر مجموعه قضایی: گرنزی، آلدرنی و سارک قرار دارند.
قلمرو پیشکاری ناحیه ای است که توسط یک پیشکار مدیریت می‌شود. پیشکار گرنزی ریاست مدنی و ریاست بر افسر پارلمان گرنزی را برعهده دارد اما نه آلدرنی و سارک. او ریاست نظام قضایی قلمرو پیشکاری را بر عهده دارد.
این جزایر بخشی از جزیره‌های مانش می‌باشند. اگر چه وظیفه دفاع از این جزایر بر عهده بریتانیا است، ولی این جزایر بخشی جدا از پادشاهی متحده محسوب می‌شود. این جزایر بخشی از اتحادیه اروپا نیستند.

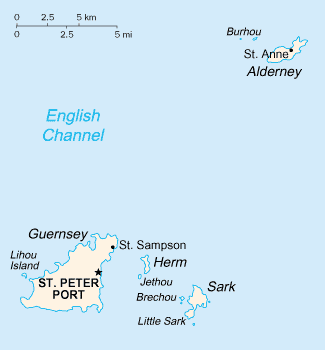

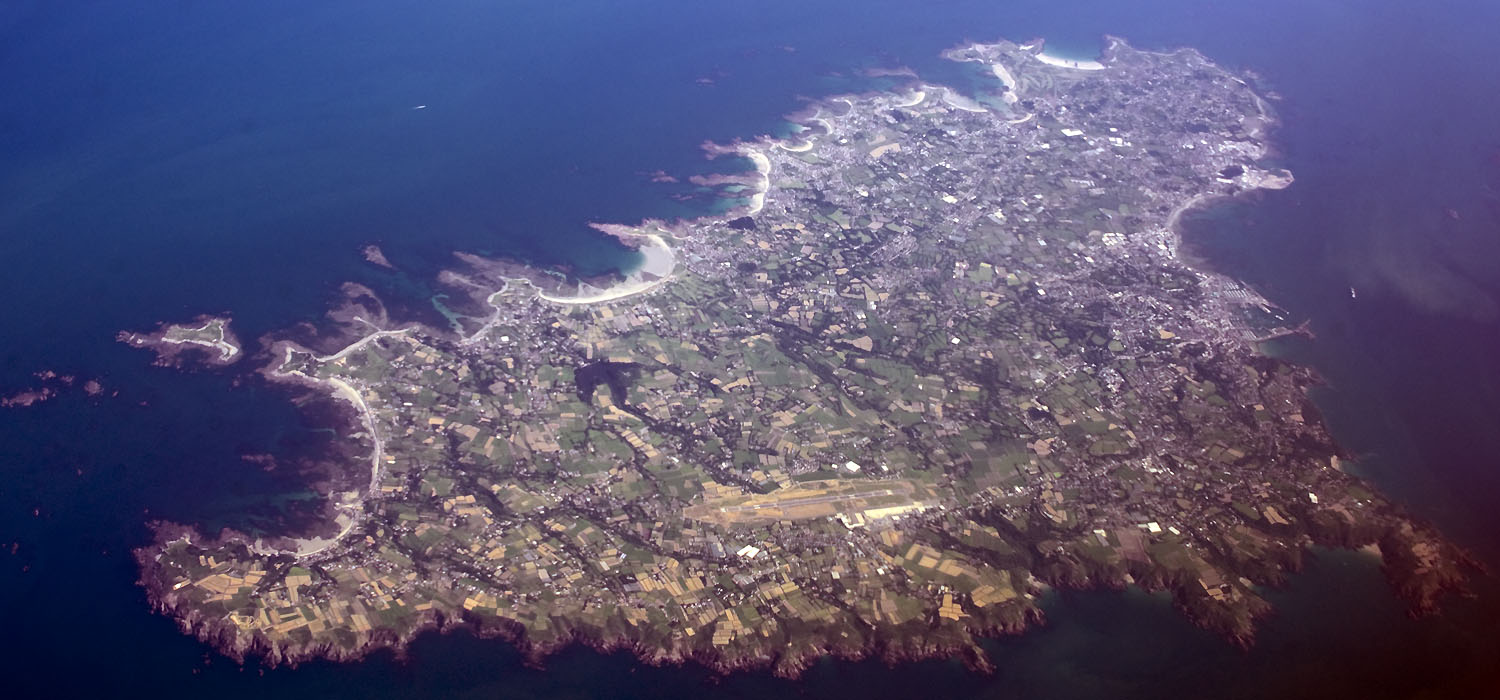

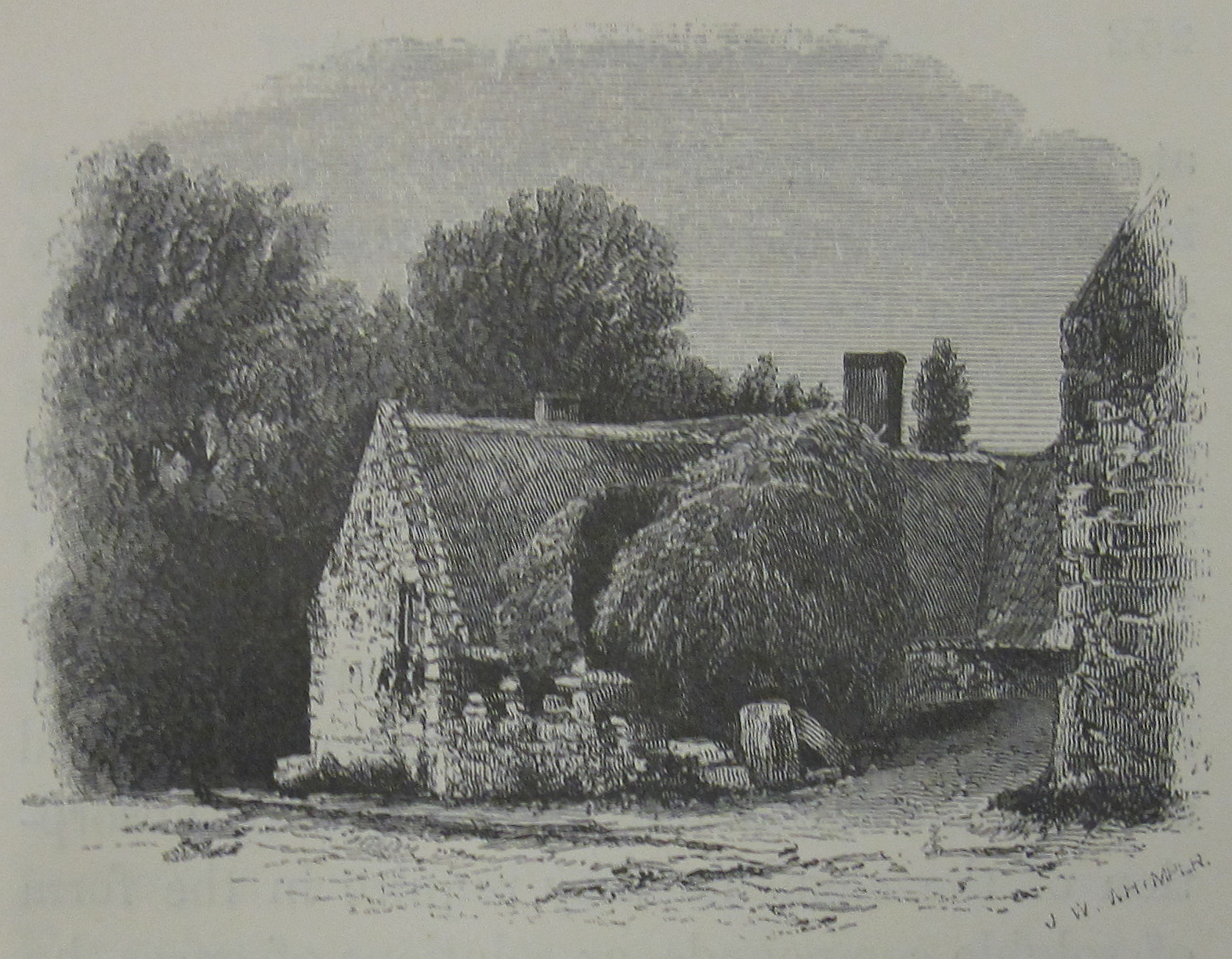
Alexander's Hotel (Guernsey)